# Холгер Албрехтсен
Холгер Албрехтсен (норв. Holger Albrechtsen; Арендал, 27. јун 1906 — Осло, 15. август 1992) бивши је норвешки атлетичар, чија је специјалност било трчање са препонама на 110 м и 400 метара. Био је члан АК Ћавле иѕ Осла.

## Спортска биографија
Освојач је бронзане медаље на 1. Европском првенству у атлетици на отвореном 1934. у Торину у трци на 110 метара и завршио као четврти на 400 метара са препонама. Поред овог Првенства, никад није учествовао на другим међународним такмичењима попут Летњих олимпијских игара.
На норвешким првенствима победио је у тркама са препонама на 110 метара 1934, 1936. и 1938.  а на 400 метара 1934. и 1935. године.  Представљао је АК Ћавле иѕ Осла, где се преселио из родног Арендала.

## Значајнији резултати
| Година                | Такмичење                | Место                 | Пласман               | Дисциплина            | Резултат              | Белешка               |
| Представаљао Норвешку | Представаљао Норвешку    | Представаљао Норвешку | Представаљао Норвешку | Представаљао Норвешку | Представаљао Норвешку | Представаљао Норвешку |
| --------------------- | ------------------------ | --------------------- | --------------------- | --------------------- | --------------------- | --------------------- |
| 1934.                 | Европско првенство 1934. | Торино, Италија       |                       | 110 м препоне         | 14,89 РЕП             | [ 4 ]                 |
| 1934.                 | Европско првенство 1934. | Торино, Италија       | 4.                    | 400 м препоне         | 14,89                 | [ 4 ]                 |

## Лични рекорд
| Дисциплина    | Резултат | Место | Датум     |
| ------------- | -------- | ----- | --------- |
| 110 м препоне | 14,7     | Осло  | јул 1933. |
| 400 м препоне | 54,0     | Осло  | јул 1934. |